# Unione Sportiva Avellino 1971-1972
Questa pagina raccoglie le informazioni riguardanti l'Unione Sportiva Avellino nelle competizioni ufficiali della stagione 1971-1972.

## Stagione
Al termine di una stagione travagliata, che vede ben tre avvicendamenti in panchina, i Lupi non vanno oltre il 12º posto nel girone C della Serie C.

## Organigramma societario
- Presidente: Antonio Sibilia
- Allenatore: Aroldo Collesi, poi Ferdinando Del Gaudio, poi Aroldo Collesi, poi Giacomo Losi
- Allenatore in seconda:
- Massaggiatore: Maglio

## Rosa
| N. |                   | Ruolo | Calciatore                   |
| -- | ----------------- | ----- | ---------------------------- |
|    | Italia (bandiera) | P     | Argenio                      |
|    | Italia (bandiera) | P     | Carlo De Amicis              |
|    | Italia (bandiera) | P     | Pasquale Lattanzi            |
|    | Italia (bandiera) | P     | Piero Pistolesi              |
|    | Italia (bandiera) | D     | Corrado Albicocco            |
|    | Italia (bandiera) | D     | Pietro Baldan                |
|    | Italia (bandiera) | D     | Ezio Cattaneo                |
|    | Italia (bandiera) | D     | Raffaele Genovese (capitano) |
|    | Italia (bandiera) | D     | Sergio Giampietro            |
|    | Italia (bandiera) | D     | Gianni Morbidoni             |
|    | Italia (bandiera) | D     | Giuseppe Rampini             |
|    | Italia (bandiera) | C     | Armando Colafrancesco        |
|    | Italia (bandiera) | C     | Amadeo Fiorillo Manunta      |
|    | Italia (bandiera) | C     | Michele Girelli              |
|    | Italia (bandiera) | C     | Emilio Monaldi               |

| N. |                   | Ruolo | Calciatore                          |
| -- | ----------------- | ----- | ----------------------------------- |
|    | Italia (bandiera) | C     | Giuseppe Palazzese                  |
|    | Italia (bandiera) | C     | Enrico Pennati                      |
|    | Italia (bandiera) | C     | Sergio Politti                      |
|    | Italia (bandiera) | C     | Roberto Sentimenti (Sentimenti VII) |
|    | Italia (bandiera) | C     | Giorgio Zoff                        |
|    | Italia (bandiera) | C     | Vincenzo Zucchini (vice capitano)   |
|    | Italia (bandiera) | A     | Palmiro Faltoni                     |
|    | Italia (bandiera) | A     | Angelo Giugno                       |
|    | Italia (bandiera) | A     | Desiderio Marchesi                  |
|    | Italia (bandiera) | A     | Guerrino Pellizzari                 |
|    | Italia (bandiera) | A     | Raffaele Prisco                     |
|    | Italia (bandiera) | A     | Giuseppe Santonico                  |
|    | Italia (bandiera) |       | De Biase                            |
|    | Italia (bandiera) |       | Parola                              |